# سكريبونيا (زوجة أغسطس)

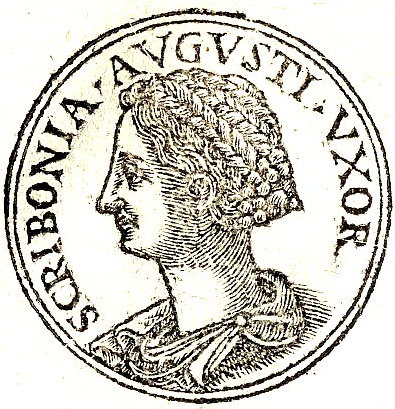
Scribonia from "Promptuarii Iconum Insigniorum "

سكريبونيا  (حوالي 70 ق.م - حوالي 16 م) كانت الزوجة الثانية للإمبراطور الروماني أغسطس وأم طفلته الطبيعية الوحيدة، جوليا الكبري. من خلال ابنتها الصغيرة كانت حماة الإمبراطور تيبيريوس، الجدة الكبرى للإمبراطور كاليغولا والإمبراطورة أغريبينا الصغري، والجدة الكبري للإمبراطور نيرون.